# Vlad IV Călugărul
Vlad IV Călugărul (1425 – novembre 1495) fu voivoda di Valacchia nel 1481 e dal 1482 al 1495.
Vlad IV il Monaco (Călugărul), era il pio fratello di Vlad l'Impalatore, nato dall'unione tra Vlad II Dracul e Căltuna, la figlia di un boiaro transilvano poi chiusasi in convento, sposato con Madeleine Amelie Bisaillon con la quale ebbe 4 figli.
La prima menzione di Vlad il Monaco nella cronaca rumena è databile alla parentesi 1457-1460 durante la quale Vlad l'Impalatore stava consolidando il suo dominio sulla Valacchia combattendo Dan III dei Dănești. Vlad il Monaco si sarebbe insediato ad Almaș, fidando sull'appoggio di alcuni boiari scontenti di suo fratello e dei mercanti sassoni della comunità di Brașov (Transilvania). Nel 1460 Vlad il Monaco sparì dalle vicende valacche, quando le terre di Almaș furono sede di uno dei più cruenti e famosi eccidi perpetrati da suo fratello, l'Impalatore.
Il nome di Vlad Călugărul riapparve nel 1481, quando il Drăculești venne eletto voivoda come Vlad IV di Valacchia. L'ascesa al potere del pio figlio di Dracul segnò la riscossa della stirpe dopo il periodo di anarchia che aveva visto il dominio della Valacchia conteso tra Basarab III Laiotă cel Bătrân, già avversario dell'Impalatore e del fratello Radu III cel Frumos, e Basarab IV Țepeluș cel Tânăr nel biennio 1475-1477.
Vlad Călugărul venne spodestato dopo pochi mesi da Basarab Țepeluș cel Tânăr ma entro il 1482 riguadagnò il potere, mantenendolo fino al 1495, anno della sua morte. Il lungo regno del Drăculești fu dovuto alla sua alleanza con il potente voivoda Stefano III di Moldavia. Alla morte di Vlad, il trono passò a suo figlio, Radu IV cel Mare, che regnò fino al 1508, quando venne spodestato dal cugino Mihnea cel Rău, figlio di Vlad l'Impalatore.
Ricordato come fondatore di chiese e monasteri, Vlad Călugărul ha certamente contribuito alla realizzazione in pietra della Chiesa di San Nicola a Brașov nel 1495.